# Scopula conjugata
Scopula conjugata là một loài bướm đêm trong họ Geometridae.